# Oreodytes laevis
Oreodytes laevis är en skalbaggsart som först beskrevs av Kirby 1837.  Oreodytes laevis ingår i släktet Oreodytes och familjen dykare. Inga underarter finns listade i Catalogue of Life.